# Forsters Passage
Forsters Passage ist eine Meerenge im Archipel der Südlichen Sandwichinseln. Sie trennt in nordwest-südöstlicher Richtung Bristol Island von den Südlichen Thuleinseln.
Der britische Seefahrer James Cook hielt sie 1775 irrtümlich für eine Bucht und benannte sie als Forster’s Bay. Namensgeber dieser Benennung ist der deutsche Naturwissenschaftler Johann Reinhold Forster (1729–1798), der Cook auf seiner zweiten Südseereise (1772–1775) begleitet hatte. Die eigentliche Natur des Objekts klärte Fabian Gottlieb von Bellingshausen im Zuge der ersten russischen Antarktisexpedition (1819–1821) auf. Cooks Benennung wurde dementsprechend angepasst.